# Patrick Ward
Patrick Ward (Sydney, 1950. január 4. – 2019. október 14.) ausztrál színész.

## Filmjei
Mozifilmek
- Number 96 (1974)
- Stone (1974)
- Sidecar Racers (1975)
- Láncreakció (The Chain Reaction) (1980)
- Fantasy Man (1984)
- Bemelegítés (Warming Up) (1985)
- Running from the Guns (1987)
- The Crossing (1990)
- Jindalee Lady (1992)
- Restraint (2008)

Tv-filmek
- The Cousin from Fiji (1972)
- Is There Anybody There? (1976)
- Shimmering Light (1978)
- Kindred Spirits (1984)
- Supersleuth (1984)
- Anzacs (1985)
- Spearfield's Daughter (1986)
- Lángoló mezők (Fields of Fire) (1987)
- I've Come About the Suicide (1987)
- Fields of Fire II (1988)
- Barracuda (1988)
- Body Surfer (1989)
- Fields of Fire III (1989)

Tv-sorozatok
- Number 96 (1972, öt epizódban)
- Matlock Police (1973, egy epizódban)
- Catch Kandy (1973, 13 epizódban)
- The Unisexers (1975, 16 epizódban)
- Cop Shop (1977–1978, 26 epizódban)
- Arcade (1980, 35 epizódban)
- Szerelemhajó (The Love Boat) (1981, két epizódban)
- Runaway Island (1984–1985, négy epizódban)
- Otthonunk (Home and Away) (1989, 1997, öt epizódban)
- Mission: Impossible – Az akciócsoport (Mission: Impossible) (1990, egy epizódban)
- Phoenix (1992, négy epizódban)
- My Two Wives (1992, 13 epizódban)
- Szentek kórháza (All Saints) (2001, egy epizódban)
- Csillagközi szökevények (Farscape) (2001–2003, két epizódban)